# Stjepan Babić
Stjepan Babić (Oriovac, 29. studenoga 1925. – Zagreb, 27. kolovoza 2021.) bio je hrvatski jezikoslovac i akademik.

## Životopis
Rođen je u Oriovcu 29. studenoga 1925. godine. Gimnaziju je pohađao u Slavonskomu Brodu, Osijeku i Zagrebu, gdje je 1947. godine i maturirao.
Od 1949. do 1955. studiro je narodni jezik i književnost te ruski s književnošću i njemački jezik na Filozofskom fakultetu Sveučilišta u Zagrebu.
Doktorirao je 1962. radom „Sufiksalna tvorba pridjeva u suvremenom hrvatskom ili srpskom jeziku”. Radio je na fakultetu do umirovljenja 1991. godine.
U doba Hrvatskoga proljeća 1971. s Milanom Mogušem i Božidarom Finkom, izradio je Hrvatski pravopis koji je iz političkih razloga bio uništen. Kasnije je 1972. pretiskan u Londonu te se zbog toga naziva „Londonac”.
Bio je član Glavnoga odbora Matice hrvatske, a od 1989. do 1992. njezin potpredsjednik. Bio je osnivač i predsjednik Vijeća za normu hrvatskoga jezika pri Ministarstvu znanosti i tehnologije. Bio je i član predsjedništva i do 2007. podpredsjednik Hrvatskoga filološkoga društva. Od 1991. redoviti je član Hrvatske akademije znanosti i umjetnosti. Bio je zastupnik u Županijskom domu Hrvatskoga sabora od 1993. do 1997. godine.
Umro je 27. kolovoza 2021. u Zagrebu u 96. godini života.

## Stručni rad
Jedan je od najznačajnijih hrvatskih jezikoslovaca druge polovice 20. stoljeća. Školovani je slavist, bio je među prvima u Hrvatskoj koji su prekinuli s mladoslovničarskim pristupom jezikoslovlju. Zajedno s Daliborom Brozovićem te Radoslavom Katičićem (a pod utjecajem Bulcsúa Lászla) uveo je lingvistički strukturalizam praške škole (Jakobson, Trubeckoj) kao dominantnu školu suvremenoga jezikoslovlja.
Babićevo je djelovanje došlo do izraza na više područja:
- kao pisac udžbenika i priručnika (zajedno sa Stjepkom Težakom, Božidarom Finkom i Milanom Mogušem), Stjepan je Babić trajno zadužio mnoge naraštaje i obilježio hrvatsku jezičnu kulturu. Upravo su legendarne zabrane i progoni njegovih školi namijenjenih udžbenika:

Hrvatski pravopis iz 1971. godine zabranjen je i spaljen, dok je jedan prokrijumčareni primjerak tiskan u Londonu, pa je poznat pod imenom Londonac. Poluilegalno u porabi tijekom posljednjega desetljeća i pol raspadajuće Jugoslavije, doživio je i 6. izdanje (trenutačno je 4. izdanje službeni hrvatski pravopis). Proglašavan "ustaškim" i "korijenskim" (time se impliciralo da se radi o morfološkom ili tvorbenom pravopisu s propisima koje su ustanovili Šulek i Veber iz Zagrebačke filološke škole, a kodificirali Klaić i Cipra 1944. godine), taj je rad doživio dosta izmjena u posljednja tri desetljeća. Bitno, radi se o fonološkom ili glasovnom pravopisu na tradicijama Broza i Boranića koji je autorska trojka (a, poslije Finkine smrti, dvojka) strože i sustavnije kodificirala u skladu s prevladavajućom hrvatskom književnom tradicijom. Pravopis je bio zabranjivan najviše zbog riječi "hrvatski" u naslovu. Ni školska gramatika, Pregled gramatike hrvatskoga književnoga jezika, nije bila bolje sreće. Čim je ime od "hrvatskosrpski" promijenjeno u "hrvatski književni"- došla je i zabrana.
- No, nije zanemariva i Babićeva uloga jezičnoga savjetodavca i kolumnista (Vjesnik, Večernji list, Fokus), neke vrste jezikoslovnoga popularizatora i borca za čistoću i samobit hrvatskoga jezika. Te su Babićeve rasprave složene u nekoliko knjiga, među kojima su Hrvatski jučer i danas, Hrvatski jezik u političkom vrtlogu i Hrvatska jezikoslovna prenja. Babić-polemičar promijenio je dosta "protivnika" u dugogodišnjim borbama oko jezika: repertoar antagonista dosta je neobičan, i kreće se od unitarističkih, "srpskohrvatskih" kompartijskih ideoloških jezikoslovaca, preko "velikohrvatskih" nedoučenih jurišnika (nakon 1990.) koji su poveli pravu hajku na nazovisrbizme i kvazisrbizme (poznata je afera oko naziva "mrki medvjed", koji su novokomponirani jezični čistunci proglasili za srbizam) do pomodarske snobovštine koja se očituje u nekritičkome prihvaćanju anglizama gdje treba i ne treba. Tako je Babiću od serbokroatizma (u međuvremenu skoro propalog) glavnim protivnikom postao anglokrobotizam. Valja još napomenuti i tu bizarnost da je tijekom devedesetih Stjepan Babić, inače dežurni "ustaša" i "ultranacionalist" u doba SFRJ, proglašavan "srpskim agentom" i "vukovcem" jer se odlučno odupro jezičnom mešetarenju raznih samouka koji su na silu htjeli izbaciti iz hrvatskoga jezika sve što i asocijativno nalikuje na srpski (primjer "raskršća" koje je stigmatizirano zbog oprječnih oznaka za vjerski simbol u hrvatskom i srpskom: križ-krst).

Kao vjerojatno najvažniji hrvatski pravopisac 20. stoljeća, objavio je, osim Hrvatskoga pravopisa (cjeloviti učevnik srednjoškolske i više razine), u suautorstvu s Milanom Mogušem i Sandom Ham, Hrvatski školski pravopis, 2005. godine.

## Nagrade i odličja
- Jubilarna plaketa Školske knjige, prigodom 20. obljetnice poduzeća, Zagreb, 1970.
- Zlatna značka Školske knjige, Zagreb, 1990.
- Nagrada Bartola Kašića za značajnu znanstvenu djelatnost oblasti društveno-humanističkih znanosti u području proučavanja hrvatskog književnog jezika, Zagreb, 1991.[4]
- Red Danice hrvatske s likom Ruđera Boškovića za osobite zasluge u znanost, Zagreb, 1995.[4]
- Spomenica Domovinskog rata za drugi djelatni način, Zagreb, 1995.[4]
- Spomenica domovinske zahvalnosti za časnu i uzornu službu za razdoblje od pet godina, Zagreb, 1995.[4]
- Red Ante Starčevića, Zagreb, 1996.[4]
- Državna nagrada za životno djelo, 2004.[4]

### Članci
- Bašić, Nataša. 2021. Umro jezikoslovac Stjepan Babić. Kroatologija. Sveučilište u Zagrebu – Fakultet hrvatskih studija. Zagreb. 12 (2–3): 259–262